# Anna Petković
Anna Petković (* 2. Juni 2005) ist eine deutsche Tennisspielerin.

## Karriere
Petković spielt bislang vor allem nationale Ranglistenturniere und Turniere auf der ITF Women’s World Tennis Tour.
2021 trat sie im Oktober beim ITF Future Nord mit ihrer Partnerin Ada Gergec im Damendoppel an, wo die beiden in der ersten Runde mit 3:6, 6:3 und [3:10] gegen Eliessa Vanlangendonck und Lucie Wargnier verloren.
2023 trat sie mit Partnerin Ann Akasha Ceuca im Hauptfeld der mit 25.000 US-Dollar dotierten Tennis International Darmstadt an, wo die beiden in der ersten Runde gegen die an Position vier gesetzten  Chiara Scholl und Angelina Wirges mit 3:6 und 6:75 verloren.
2024 konnte sie sich Anfang August mit einem Sieg über Jil Teichmann in der Qualifikation für das Hauptfeld im Dameneinzel der mit 115.000 US-Dollar dotierten ECE Ladies Hamburg Open, ihrem ersten Turnier der WTA Challenger Serie qualifizieren. Sie unterlag in der ersten Runde der an Position vier gesetzten Anna Bondár mit 1:6 und 3:6. Durch ihr drittes Ergebnis für die WTA-Weltrangliste wird sie dort seit Juli geführt.
2025 erhielt sie eine Wildcard für die Qualifikation zum Hauptfeld im Dameneinzel der MSC Hamburg Ladies Open, ihrem ersten Turnier der WTA Tour.
In der deutschen Tennis-Bundesliga spielt Petković für den Club an der Alster.

## Privates
Anna ist die ältere Schwester von Mika Petković, der ebenfalls professioneller Tennisspieler ist.